# Ключ (Оренбургская область)
 Ключ  — посёлок в Новосергиевском районе Оренбургской области. Входит в состав Новосергиевского поссовета.

## География
Находится на расстоянии менее 4 километров на северо-запад от районного центра посёлка Новосергиевка.

## Население
Население составляло 56 человек в 2002 году (66 % русские), 35 по переписи 2010 года.